# Tanja (Iwan Bunin)

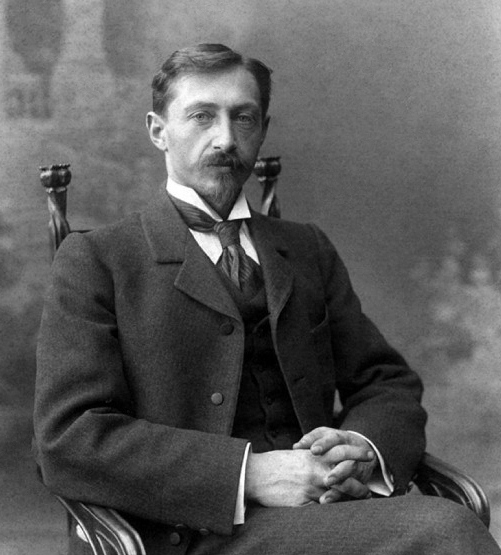
Iwan Bunin im Jahr 1901 auf einem Foto von Maxim Dmitrijew

Tanja (russisch Таня) ist eine Kurzgeschichte des russischen Nobelpreisträgers für Literatur Iwan Bunin, die am 22. Oktober 1940 vollendet wurde und 1943 in dem Sammelband Dunkle Alleen in New York erschien. Eine vertrauensselige 17-jährige Halbwaise, Tochter eines liederlichen Bettlers, wird verführt und sitzengelassen.
November 1916 bis Februar 1917 in Russland: Auf der Rückreise von der Krim nach Moskau macht Pjotr Nikolajitsch, Petruscha gerufen, Anfang November bei seiner Verwandten, der Gutsbesitzerin Kasakowa, für zwei Wochen Halt. Des Nachts fällt sein Blick durch die angelehnte Tür des Dienstmädchenzimmers auf die schöne Kindfrau Tanja. Er missbraucht die Schlafende. Als er in sie eingedringt, seufzt sie im Schlaf. Darauf nimmt sie das ihr Angetane hin. Tanja bekommt Angst vor der alten Dienerin, als Petruscha ankündigt, er werde sie in der kommenden Nacht wieder im Bett aufsuchen. Petruscha hält sich darauf zurück. 
Die Gutsbesitzerin Kasakowa bitte Petruscha ein paar Tage später, Tanja vom Bahnhof abzuholen. Tanja fühlt sich geschmeichelt und wirft sich ihrem Verführer an den Hals. Bunin schreibt, Tanja habe Petruscha sowohl ihren Körper als auch ihre Seele geschenkt. Petruscha schleicht sich zu ihr ins Bett und sie kommt, sobald er künftig darum bittet, in der darauffolgenden tiefen Nacht heimlich zu ihm und bleibt bis zum Morgen.
Petruscha verschiebt die Abreise mehrfach. Als er sich dann doch verabschiedet, will sie mitgenommen werden. Seine Erklärung, er vagabundiere in Russland, wohne gewöhnlich in Hotels und werde nie heiraten, begreift sie nicht. Er verspricht seinen nächsten Besuch zu Weihnachten und reist ab. Erst im Februar macht er bei Tanja seinen nächsten und letzten Besuch.  

## Deutschsprachige Ausgaben
Verwendete Ausgabe
- Tanja. Deutsch von Erich Ahrndt. S. 375–396 in: Karlheinz Kasper (Hrsg.): Iwan Bunin: Dunkle Alleen. Erzählungen 1920–1953. 580 Seiten. Aufbau-Verlag, Berlin 1985